# Hoa hậu Hòa bình Thái Lan 2022
Hoa hậu Hòa bình Thái Lan 2022 (tiếng Anh: Miss Grand Thailand 2022, tiếng Thái: มิสแกรนด์ไทยแลนด์ 2022) là cuộc thi Hoa hậu Hòa bình Thái Lan lần thứ 9, diễn ra vào ngày 30 tháng 4 năm 2022 tại Show DC Hall ở Bangkok, Thái Lan. Ban đầu, cuộc thi dự kiến được tổ chức vào tháng 8 năm 2022. Tuy nhiên, do ảnh hưởng của đại dịch COVID-19 tại Thái Lan nên cuộc thi được thay đổi thời gian thi lần thứ hai, lần đầu tiên là vào năm 2021. Hoa hậu Hòa bình Thái Lan 2021 là Indy Johnson đến từ Pathum Thani và Hoa hậu Hòa bình Thái Lan 2020 là Patcharaporn Chantarapadit đến từ Ranong đã cùng trao lại danh hiệu cho người kế nhiệm là Engfa Waraha đến từ Bangkok trong đêm chung kết.
Cuộc thi năm nay quy tụ 77 thí sinh đại diện cho 77 tỉnh của Thái Lan.

## Kết quả
| Kết quả                        | Thí sinh |
| ------------------------------ | --- |
| Hoa hậu Hoà bình Thái Lan 2022 | Bangkok - Engfa Waraha |
| Á hậu 1                        | Phuket - Amanda Jensen |
| Á hậu 2                        | Kalasin - Thanawan Wigg |
| Á hậu 3                        | Ang Thong - Ornpreeya Nesa Mahmoodi |
| Á hậu 4                        | Phrae - Suphatra Kliangprom |
| Top 10 (Á hậu 5)               | Khon Kaen - Waratchana Radomlek Chumphon - Charlotte Austin · Chiang Rai - Malaika Karn · Chiang Mai - Atita Payak · Nonthaburi - Thiphayaphon Phomraj § |
| Top 20                         | Kanchanaburi - Thansita Dilkanansaku Chonburi - Watcharaporn Ruaipong · Nakhon Sawan - Isari Tharakulpipat · Prachuap Khiri Khan - Kansuda Chanakiri · Phra Nakhon Si Ayutthaya - Sunari Chaimungkhun · Mukdahan - Marissa Pewngam · Lampang - Likhitphakorn Wachitsuwan · Sisaket - Kritiyaporn Lanon · Satun - Aksorn Benchanirat · Surin - Porrat Pinmuang |

§: Thí sinh được bình nhiều nhất vào thẳng Top

## Thí sinh tham gia
77 thí sinh tham gia cuộc thi để tranh tài cho danh hiệu Hoa hậu Hòa bình Thái Lan 2022:
| SBA   | Tỉnh, thành đại diện     | Tên                          | Tuổi | Chiều cao               |       |         |              |    |                        |
| ----- | ------------------------ | ---------------------------- | ---- | ----------------------- | ----- | ------- | ------------ | -- | ---------------------- |
| SBA   | Tỉnh, thành đại diện     | Tên                          | Tuổi | Chiều cao               | MGT01 | Bangkok | Engfa Waraha | 26 | 1,71 m (5 ft 7+1⁄2 in) |
| MGT02 | Krabi                    | Narisa Yisoon                | 26   | 1,78 m (5 ft 10 in)     |       |         |              |    |                        |
| MGT03 | Kanchanaburi             | Thansita Dilhokanansakul     | 23   | 1,78 m (5 ft 10 in)     |       |         |              |    |                        |
| MGT04 | Kalasin                  | Tanawan Wigg                 | 21   | 1,73 m (5 ft 8 in)      |       |         |              |    |                        |
| MGT05 | Kamphaeng Phet           | Kitiyaporn Intai             | 24   | 1,70 m (5 ft 7 in)      |       |         |              |    |                        |
| MGT06 | Khon Kaen                | Waranchana Radomlek          | 25   | 1,75 m (5 ft 9 in)      |       |         |              |    |                        |
| MGT07 | Chanthaburi              | Warintorn Phupadrae          | 23   | 1,74 m (5 ft 8+1⁄2 in)  |       |         |              |    |                        |
| MGT08 | Chachoengsao             | Ratchaya Mingboon            | 22   | 1,75 m (5 ft 9 in)      |       |         |              |    |                        |
| MGT09 | Chonburi                 | Watcharaporn Ruaypong        | 25   | 1,76 m (5 ft 9+1⁄2 in)  |       |         |              |    |                        |
| MGT10 | Chai Nat                 | Kattaleeya Matiyapak         | 27   | 1,67 m (5 ft 5+1⁄2 in)  |       |         |              |    |                        |
| MGT11 | Chaiyaphum               | Orakanya Pong-amphai         | 20   | 1,71 m (5 ft 7+1⁄2 in)  |       |         |              |    |                        |
| MGT12 | Chumphon                 | Charlotte Austin             | 23   | 1,72 m (5 ft 7+1⁄2 in)  |       |         |              |    |                        |
| MGT13 | Chiang Rai               | Malaika Khan                 | 18   | 1,72 m (5 ft 7+1⁄2 in)  |       |         |              |    |                        |
| MGT14 | Chiang Mai               | Atita Payak                  | 26   | 1,73 m (5 ft 8 in)      |       |         |              |    |                        |
| MGT15 | Trang                    | Phanumat Prasoetsang         | 21   | 1,70 m (5 ft 7 in)      |       |         |              |    |                        |
| MGT16 | Trat                     | Ploypailin Worapong          | 22   | 1,68 m (5 ft 6 in)      |       |         |              |    |                        |
| MGT17 | Tak                      | Waraporn Krachangduang       | 24   | 1,72 m (5 ft 7+1⁄2 in)  |       |         |              |    |                        |
| MGT18 | Nakhon Nayok             | Nachita Jantana              | 23   | 1,73 m (5 ft 8 in)      |       |         |              |    |                        |
| MGT19 | Nakhon Pathom            | Pimonwan Namhai              | 24   | 1,67 m (5 ft 5+1⁄2 in)  |       |         |              |    |                        |
| MGT20 | Nakhon Phanom            | Panida Kernjinda             | 26   | 1,68 m (5 ft 6 in)      |       |         |              |    |                        |
| MGT21 | Nakhon Ratchasima        | Nattha Siriwongsakul         | 25   | 1,74 m (5 ft 8+1⁄2 in)  |       |         |              |    |                        |
| MGT22 | Nakhon Si Thammarat      | Sornwanee Suwanmanee         | 18   | 1,70 m (5 ft 7 in)      |       |         |              |    |                        |
| MGT23 | Nakhon Sawan             | Isaree Therakoonpipat        | 19   | 1,73 m (5 ft 8 in)      |       |         |              |    |                        |
| MGT24 | Nonthaburi               | Thiphayaporn Phomraj         | 24   | 1,72 m (5 ft 7+1⁄2 in)  |       |         |              |    |                        |
| MGT25 | Narathiwat               | Salitaya Rakrod              | 21   | 1,69 m (5 ft 6+1⁄2 in)  |       |         |              |    |                        |
| MGT26 | Nan                      | Kanyaphatsaphon Rungrueang   | 24   | 1,74 m (5 ft 8+1⁄2 in)  |       |         |              |    |                        |
| MGT27 | Bueng Kan                | Sumintra Chudchonnabot       | 26   | 1,70 m (5 ft 7 in)      |       |         |              |    |                        |
| MGT28 | Buriram                  | Kantima Nonthasit            | 24   | 1,70 m (5 ft 7 in)      |       |         |              |    |                        |
| MGT29 | Pathum Thani             | Wichida Nuamsorn             | 21   | 1,71 m (5 ft 7+1⁄2 in)  |       |         |              |    |                        |
| MGT30 | Prachuap Khiri Khan      | Kansuda Chanakeeree          | 24   | 1,71 m (5 ft 7+1⁄2 in)  |       |         |              |    |                        |
| MGT31 | Prachinburi              | Mueanphan Kunket             | 24   | 1,72 m (5 ft 7+1⁄2 in)  |       |         |              |    |                        |
| MGT32 | Pattani                  | Cherisa Thana                | 23   | 1,68 m (5 ft 6 in)      |       |         |              |    |                        |
| MGT33 | Phra Nakhon Si Ayutthaya | Sunaree Chaimungkun          | 27   | 1,73 m (5 ft 8 in)      |       |         |              |    |                        |
| MGT34 | Phayao                   | Nichakun Senawong            | 24   | 1,73 m (5 ft 8 in)      |       |         |              |    |                        |
| MGT35 | Phang Nga                | Jiraporn Changphetpon        | 22   | 1,70 m (5 ft 7 in)      |       |         |              |    |                        |
| MGT36 | Phatthalung              | Cattleya Delmaire Michelle   | 26   | 1,73 m (5 ft 8 in)      |       |         |              |    |                        |
| MGT37 | Phichit                  | Nutthamon Kanthawong         | 22   | 1,70 m (5 ft 7 in)      |       |         |              |    |                        |
| MGT38 | Phitsanulok              | Yanisa Levisuth              | 22   | 1,67 m (5 ft 5+1⁄2 in)  |       |         |              |    |                        |
| MGT39 | Phetchaburi              | Wasunan Sawekwiharee         | 22   | 1,70 m (5 ft 7 in)      |       |         |              |    |                        |
| MGT40 | Phetchabun               | Suthida Ninpai               | 26   | 1,68 m (5 ft 6 in)      |       |         |              |    |                        |
| MGT41 | Phrae                    | Suphatra Kliangprom          | 22   | 1,71 m (5 ft 7+1⁄2 in)  |       |         |              |    |                        |
| MGT42 | Phuket                   | Amanda Jensen                | 22   | 1,73 m (5 ft 8 in)      |       |         |              |    |                        |
| MGT43 | Maha Sarakham            | Wanlaya Thongchom            | 21   | 1,73 m (5 ft 8 in)      |       |         |              |    |                        |
| MGT44 | Mukdahan                 | Marichsa Piuengam            | 24   | 1,70 m (5 ft 7 in)      |       |         |              |    |                        |
| MGT45 | Mae Hong Son             | Nichakorn Tharathipsakun     | 25   | 1,75 m (5 ft 9 in)      |       |         |              |    |                        |
| MGT46 | Yala                     | Pakamas Pumkerd              | 24   | 1,75 m (5 ft 9 in)      |       |         |              |    |                        |
| MGT47 | Yasothon                 | Pitchaporn Petkaeo           | 27   | 1,76 m (5 ft 9+1⁄2 in)  |       |         |              |    |                        |
| MGT48 | Roi Et                   | Jaruwan Mompranao            | 21   | 1,70 m (5 ft 7 in)      |       |         |              |    |                        |
| MGT49 | Ranong                   | Ratchaneekorn Prasertpornsak | 26   | 1,73 m (5 ft 8 in)      |       |         |              |    |                        |
| MGT50 | Rayong                   | Chayanapas Chompoorat        | 27   | 1,74 m (5 ft 8+1⁄2 in)  |       |         |              |    |                        |
| MGT51 | Ratchaburi               | Umawadee Pimpa               | 22   | 1,70 m (5 ft 7 in)      |       |         |              |    |                        |
| MGT52 | Lopburi                  | Niratcha Namwatcharasopit    | 25   | 1,75 m (5 ft 9 in)      |       |         |              |    |                        |
| MGT53 | Lampang                  | Likhitpak Wijitsuwan         | 25   | 1,72 m (5 ft 7+1⁄2 in)  |       |         |              |    |                        |
| MGT54 | Lamphun                  | Kanchana Chaimunmung         | 24   | 1,70 m (5 ft 7 in)      |       |         |              |    |                        |
| MGT55 | Loei                     | Chanakan Nasom               | 24   | 1,69 m (5 ft 6+1⁄2 in)  |       |         |              |    |                        |
| MGT56 | Sisaket                  | Kittiyaporn Lanont           | 23   | 1,72 m (5 ft 7+1⁄2 in)  |       |         |              |    |                        |
| MGT57 | Sakon Nakhon             | Aroonluck Mothaneechiyachoke | 27   | 1,69 m (5 ft 6+1⁄2 in)  |       |         |              |    |                        |
| MGT58 | Songkhla                 | Paweena Niamraksa            | 22   | 1,73 m (5 ft 8 in)      |       |         |              |    |                        |
| MGT59 | Satun                    | Aksorn Benchanirat           | 23   | 1,70 m (5 ft 7 in)      |       |         |              |    |                        |
| MGT60 | Samut Prakan             | Peerada Yodjai               | 26   | 1,79 m (5 ft 10+1⁄2 in) |       |         |              |    |                        |
| MGT61 | Samut Songkhram          | Rita Battaglino              | 18   | 1,70 m (5 ft 7 in)      |       |         |              |    |                        |
| MGT62 | Samut Sakhon             | Pornchanok Srikaeo           | 26   | 1,70 m (5 ft 7 in)      |       |         |              |    |                        |
| MGT63 | Sa Kaeo                  | Suttida Chaiyakam            | 26   | 1,68 m (5 ft 6 in)      |       |         |              |    |                        |
| MGT64 | Saraburi                 | Nareerat Wannawohan          | 22   | 1,78 m (5 ft 10 in)     |       |         |              |    |                        |
| MGT65 | Singburi                 | Supatsorn Somsuk             | 25   | 1,68 m (5 ft 6 in)      |       |         |              |    |                        |
| MGT66 | Sukhothai                | Worada Chatsri               | 25   | 1,70 m (5 ft 7 in)      |       |         |              |    |                        |
| MGT67 | Suphanburi               | Thanatchaporn Pankaew        | 27   | 1,70 m (5 ft 7 in)      |       |         |              |    |                        |
| MGT68 | Surat Thani              | Sulax Siriphattharaphong     | 24   | 1,78 m (5 ft 10 in)     |       |         |              |    |                        |
| MGT69 | Surin                    | Pa-ornrat Pinmueang          | 23   | 1,74 m (5 ft 8+1⁄2 in)  |       |         |              |    |                        |
| MGT70 | Nong Khai                | Panida Hemtadathanakun       | 25   | 1,70 m (5 ft 7 in)      |       |         |              |    |                        |
| MGT71 | Nong Bua Lamphu          | Nuanla-ong Donsuea           | 21   | 1,70 m (5 ft 7 in)      |       |         |              |    |                        |
| MGT72 | Ang Thong                | Ornpreeya Nesa Mahmoodi      | 21   | 1,70 m (5 ft 7 in)      |       |         |              |    |                        |
| MGT73 | Udon Thani               | Sara Helena Sarakan          | 24   | 1,70 m (5 ft 7 in)      |       |         |              |    |                        |
| MGT74 | Uthai Thani              | Achicha Mahasawat            | 25   | 1,67 m (5 ft 5+1⁄2 in)  |       |         |              |    |                        |
| MGT75 | Uttaradit                | Jintana Nimthong             | 24   | 1,75 m (5 ft 9 in)      |       |         |              |    |                        |
| MGT76 | Ubon Ratchathani         | Atiya Meeseephong            | 21   | 1,75 m (5 ft 9 in)      |       |         |              |    |                        |
| MGT77 | Amnat Charoen            | Kamonwan Somsa-ard           | 21   | 1,71 m (5 ft 7+1⁄2 in)  |       |         |              |    |                        |

### Thứ tự gọi tên
| 1. Lampang 2. Surin 3. Ang Thong 4. Kanchanaburi 5. Nakhon Sawan 6. Mukdahan 7. Chonburi 8. Satun 9. Phrae 10. Khon Kaen 11. Phra Nakhon Si Ayutthaya 12. Phuket 13. Chiang Mai 14. Sisaket 15. Bangkok 16. Chumphon 17. Chiang Rai 18. Kalasin 19. Nonthaburi 20. Prachuap Khiri Khan | 1. Nonthaburi 2. Chiang Rai 3. Chiang Mai 4. Khon Kaen 5. Kalasin 6. Ang Thong 7. Bangkok 8. Phuket 9. Chumphon 10. Phrae | 1. Phrae 2. Kalasin 3. Ang Thong 4. Phuket 5. Bangkok |